# Равний Дол (Іванчна Гориця)
Равний Дол (словен. Ravni Dol) — поселення в общині Іванчна Гориця, Осреднєсловенський регіон, Словенія. Висота над рівнем моря: 466,5 м.